# Liste Deutscher Meister im 50-m-Freistilschwimmen
Die Deutschen Meister im 50-m-Freistilschwimmen werden innerhalb der Deutschen Schwimmmeisterschaften durchgeführt. 2020 wurden wegen der Corona-Pandemie keine Deutschen Meisterschaften ausgetragen.

## Gesamtdeutsche Meister
Folgende Personen waren innerhalb des DSV bisher Deutsche Meister:
| Jahr | Ort    | Frauen                          | Zeit [s] | Männer                                 | Zeit [s] |
| ---- | ------ | ------------------------------- | -------- | -------------------------------------- | -------- |
| 2021 | Berlin | Jessica Felsner (SC Aqua Köln)  | 25,01    | Peter Varjasi (LSV Bayern)             | 22,50    |
| 2019 | Berlin | Jessica Felsner (SC Aqua Köln)  | 25,03    | Thomas Fannon (SG Stadtwerke München)  | 22,40    |
| 2018 | Berlin | Angelina Köhler (Hannover 96)   | 25,42    | Damian Wierling (SG Essen)             | 22,12    |
| 2017 | Berlin | Nina Kost (SV Nikar Heidelberg) | 25,21    | Damian Wierling (SG Essen)             | 22,06    |
| 2016 | Berlin | Dorothea Brandt (SG Essen)      | 24,66    | Damian Wierling (SG Essen)             | 21,84    |
| 2015 | Berlin | Dorothea Brandt (SG Essen)      | 24,84    | Maximilian Oswald (SG Neukölln Berlin) | 22,52    |
| 2014 | Berlin | Dorothea Brandt (SG Essen)      | 24,82    | Björn Hornikel (VfL Sindelfingen)      | 22,36    |
| 2013 | Berlin | Dorothea Brandt (SG Essen)      | 24,51    | Steffen Deibler (Hamburger SC)         | 22,16    |